# Diabir
Diabir est un village du Sénégal situé en Basse-Casamance. Il fait partie de la communauté rurale d'Oulampane, dans l'arrondissement de Sindian, le département de Bignona et la région de Ziguinchor.
Lors du recensement (2002), la localité comptait 423 habitants et 59 ménages.
Par ailleurs,il eut un autre recensement national en 2013 mais les données publiées par la ANSD n'ont pas été détaillées cause pour laquelle il est difficile de faire une estimation de la population diabiroise en se référant à ce dernier dénombrement.
Toutefois, à la suite de la pandémie de covid-19, le président la République M. Macky Sall décida de venir au secours des populations les plus vulnérables.Pour connaître le nombre d'habitants et de ménages se trouvant au niveau de sa commune de Oulampane, M. le maire Lansana Sané demanda aux chefs des différents villages de lui faire parvenir le nombre de résidences et de ménages de leurs localités. D'après ceux qui ont récolté les données, le village compte environ 541 habitants et 54 ménages².